# Capellini Mobili Piacenza Associazione Calcio Femminile 1973
Questa voce raccoglie le informazioni riguardanti la Capellini Mobili Piacenza Associazione Calcio Femminile nelle competizioni ufficiali della stagione 1973.

## Rosa
| N. |                   | Ruolo | Calciatrice          |
| -- | ----------------- | ----- | -------------------- |
| 6  | Italia (bandiera) | C     | Rosanna Azzola       |
| 5  | Italia (bandiera) | C     | Stefania Bandini     |
| 2  | Italia (bandiera) | D     | Daniela Barbieri     |
| 3  | Italia (bandiera) | D     | Vittorina Capra      |
| 5  | Italia (bandiera) | D     | Giovanna Cortesi     |
| 9  | Italia (bandiera) | A     | Aureliana Croce      |
| 11 | Italia (bandiera) | A     | Maura Fabbri         |
| 10 | Italia (bandiera) | A     | Carla Gazzola        |
| 8  | Italia (bandiera) | A     | Maria Grazia Gerwien |

| N. |                   | Ruolo | Calciatrice              |
| -- | ----------------- | ----- | ------------------------ |
| 1  | Italia (bandiera) | P     | Maria Rosa Ligabue       |
| 7  | Italia (bandiera) | A     | Gabriella Olivetti       |
| 10 | Italia (bandiera) | A     | Bruna Pantano            |
| 1  | Italia (bandiera) | P     | Marinella Pessina        |
| 8  | Italia (bandiera) | A     | Maria Grazia Quarti      |
| 3  | Italia (bandiera) | D     | Stefania Quarti          |
| 3  | Italia (bandiera) | D     | Maria Antonietta Riboldi |
| 2  | Italia (bandiera) | D     | Ines Torreggiani         |